# Sulawesikerkuil
De Sulawesikerkuil (Tyto rosenbergii) leeft in de regenwouden van Sulawesi en behoort tot de familie van de kerkuilen, maar is opvallend groter dan de gewone kerkuil. Deze vogel is genoemd naar de Duits-Nederlandse natuuronderzoeker Hermann von Rosenberg.

## Verspreiding en ondersoorten
De soort komt alleen voor in Indonesië op Sulawesi en enkele omliggende eilanden. Er worden twee ondersoorten onderscheiden:
- T. r. pelengensis: Peleng
- T. r. rosenbergii: Sulawesi en de Sangihe-eilanden

## Originele Beschrijving
Schlegel, Herman. 1866. Nederlandsch Tijdschrift Dierkunde (Nederl. Tijdschr. Dierk.; Amsterdam) 3: p 181-182.